# Koncilní schéma
V jazyce římskokatolické církve je schéma (starořecky „postoj, forma, tvar“) nebo koncilní schéma tematický návrh textu předložený přípravnou komisí pro jednání koncilu. Na základě těchto náčrtů koncilní otcové vypracovávají texty, které jsou projednávány a schvalovány kolegiem biskupů shromážděným pro koncil a nakonec uzákoněny papežem jako koncilní konstituce a dekrety.
Pro II. vatikánský koncil existovalo 70 takových schémat, z nichž vzešlo 16 koncilních dokumentů.